# Funchal (paquete)

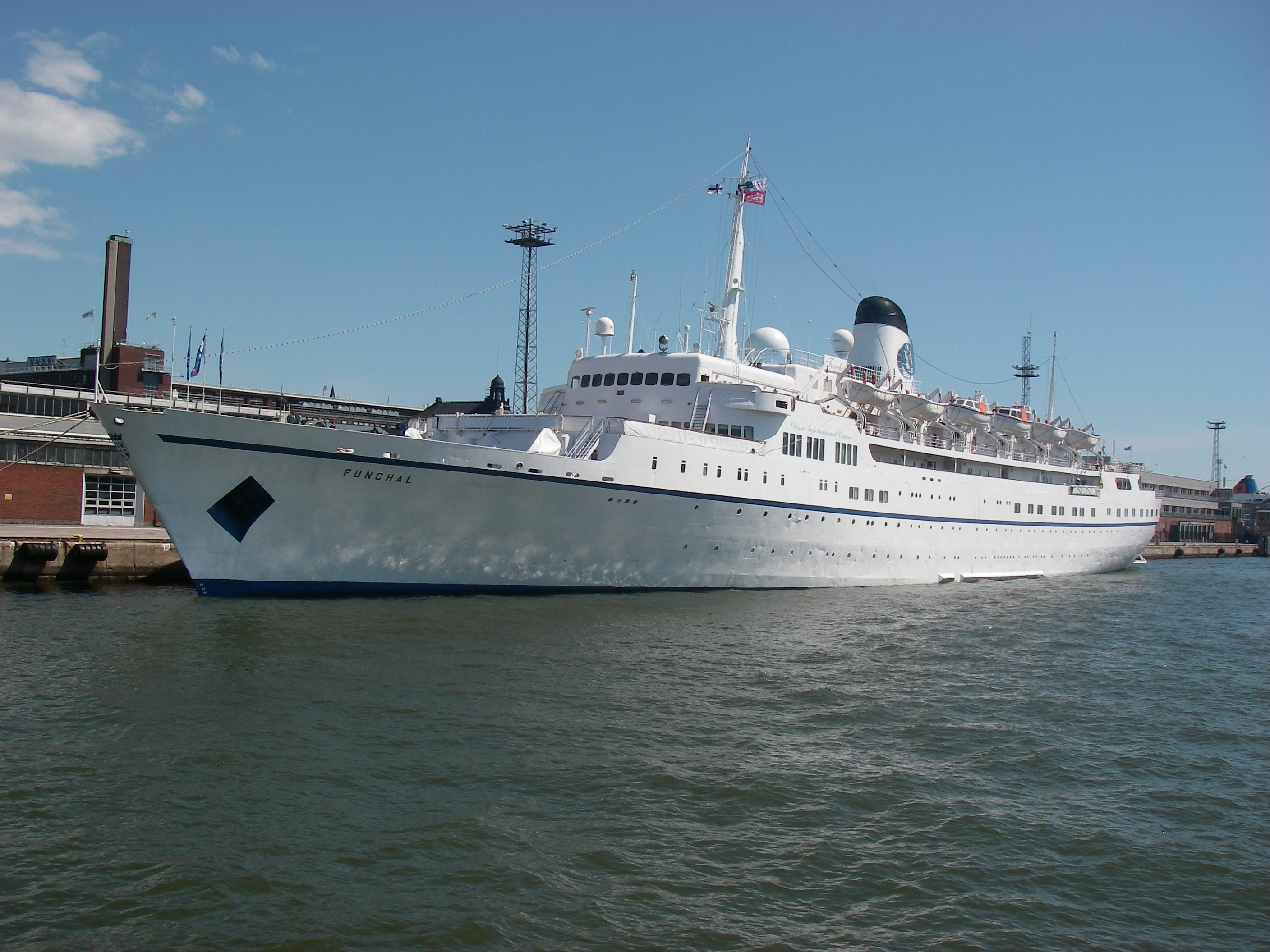
Paquete "Funchal" (2009): proa.

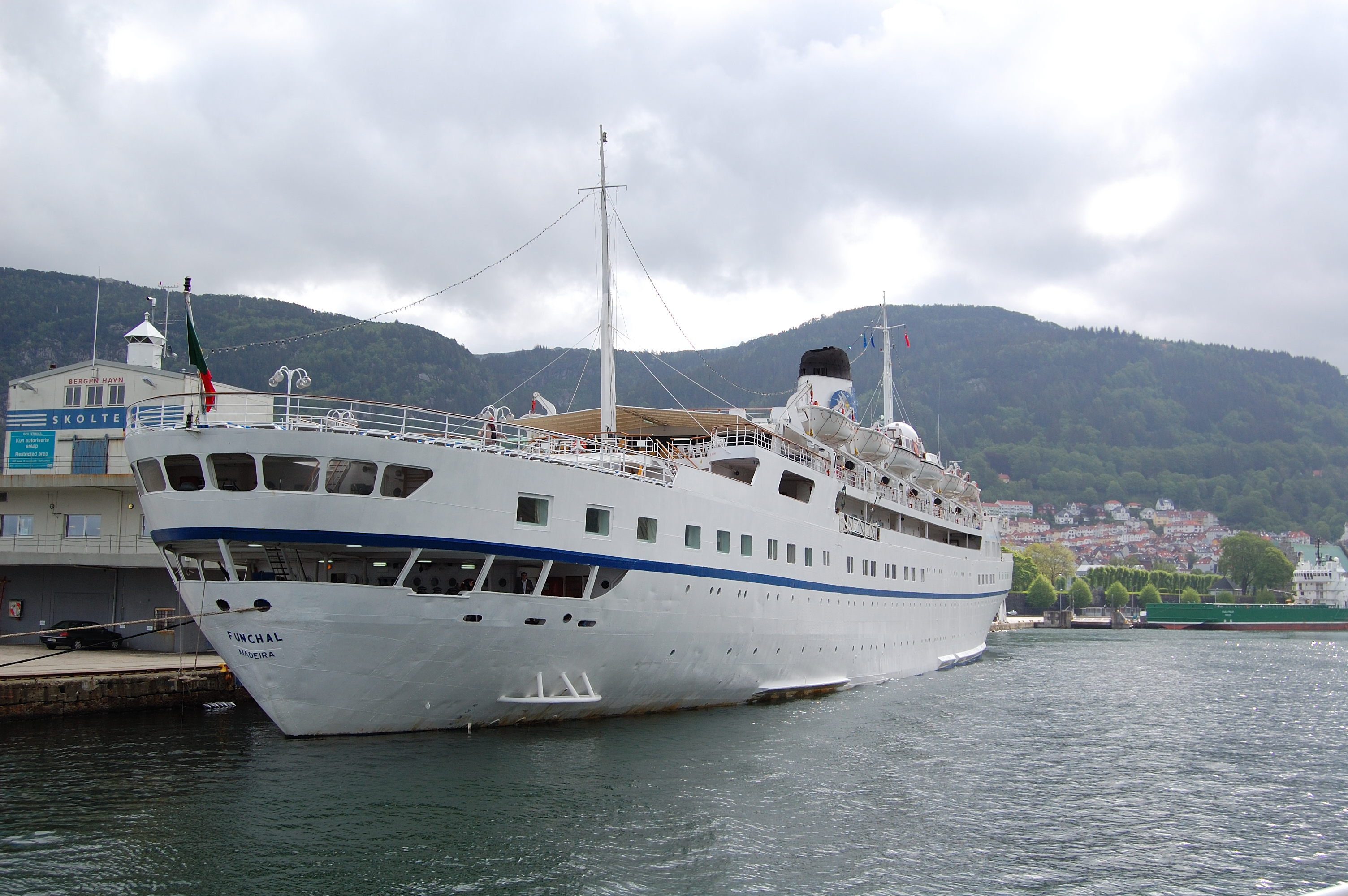
Paquete "Funchal" (2009): popa.

O Funchal é um paquete português. É considerado um dos navios mais emblemáticos da marinha mercante do país, e um dos poucos navios que, desde o seu lançamento até à atualidade, retém o mesmo nome.

## História
Foi construído pelo estaleiro Helsingør Skipsværft A/S, na Dinamarca, por encomenda da Empresa Insulana de Navegação, com projecto de Rogério de Oliveira. Foi o maior navio de passageiros construído na Dinamarca à data da sua entrega em Outubro de 1961, tendo sido lançado ao mar a 10 de Fevereiro de 1961. Tinha então como função a ligação marítima regular entre Lisboa e as ilhas dos Açores, da Madeira e das Canárias, efectuando mensalmente duas viagens consecutivas com o itinerário Lisboa - Funchal - Tenerife - Funchal - Lisboa seguidas de uma viagem aos Açores via Funchal. Integrava na década de 1960 uma importante frota de navios e passageiros portugueses constituída à época por mais de vinte unidades, com destaque para os navios "N/T Infante Dom Henrique","N/T Santa Maria", "N/T Vera Cruz" e "N/T Príncipe Perfeito", os quatro maiores paquetes portugueses, abatidos em 1977 (quando da venda para serviço estático em Sines), 1973 e 1976, respectivamente.
Foi nele que, à época do presidente Américo Tomás, foram transportados os restos mortais de Pedro IV de Portugal para o Brasil, sob escolta militar (1972).
No início da década de 1970 tendo o tráfego aéreo superado as viagens marítimas, em 1972 decidiu-se remotorizar o navio, substituindo as turbinas  a vapor de origem por dois motores Diesel, e alterndo os alojamentos e espaços públicos para classe única para utilização em cruzeiros tursticos internacionais. Pouco se alterou então o seu design exterior, mas após 1985 foram sendo efectuadas alterações graduais nomeadamente o prolongamento do convés "Promenade", então estendido até à popa. Internamente, as suas duas turbinas a vapor foram substituídas por motores a diesel.
No ano seguinte (1974, a Insulana fundiu-se com a Companhia Colonial de Navegação, dando origem à CTM - Companhia Portuguesa de Transportes Marítimos, de Lisboa, passando o "Funchal" ser propriedade da Companhia Portuguesa de Transportes Marítimos. Em 1975 encontrava-se desactivado em Lisboa, tendo sido identificado pelo armador grego George Potamianos, que promoveu o seu afretamento por um operador turístico sueco para efectuar cruzeiros de verão com partidas de Gotemburgo em 1976, 1978 até 1985, até que a Arcalia Shipping - The Great Warwick Co. Inc, do Panamá, daquele empresário, o adquiriu, em hasta pública, da massa falida da CTM em Agosto de 1985 (1985).
Após aquisição pelo armador Potamianos foi registado no Panamá em 1985, sofrendo sucessivos melhoramentos e modernizações, tendo voltado ao serviço em Dezembro de 1985.
O FUNCHAL terminou o seu último cruzeiro em Lisboa a 16 de Setembro de 2010 e foi retirado do serviço para modernização a efectuar no cais da Matinha em Lisboa, mas devido à conjuntura económica adversa, em Julho de 2011 esses trabalhos, estimados em 15 milhões de Euros, foram suspensos.
A entrada em vigor, a partir de 1 de outubro de 2010 de novas exigências da Convenção SOLAS 2010 para a salvaguarda da vida humana no mar obrigou a algumas alterações de natureza técnica a bordo do FUNCHAL, nomeadamente a substituição de materiais combustíveis. Aproveitando essa intervenção o armador decidiu proceder a uma completa actualização dos alojamentos e espaços para passageiros por forma a torná-lo ainda mais apetecível. Estava previsto para Julho de 2011 o regresso do navio ao mercado dos cruzeiros com duas viagens a partir de Lisboa que iriam comemorara os 50 anos da viagem inaugural em 1961.
Constituiu até essa altura o navio mais famoso da companhia Classic International Cruises, que contava ainda com os navios Princess Danae, Arion, Princess Daphne, e Athena, todos a navegar sob bandeira portuguesa (registo da Madeira).
No entanto, por dificuldades económicas a Classic International Cruises foi encerrada em Lisboa em Novembro de 2012 passando o navio para a posse da principal entidade credora, o banco Montepio Geral, de Lisboa. O FUNCHAL permaneceu imobilizado em Lisboa desde 16 de Setembro de 2010 até Fevereiro de 2013. Em Fevereiro de 2013 foi adquirido por um investidor português, da Portuscale Cruises (juntamente com mais 3 navios), e depois de sofrer profundas remodelações voltou a navegar em Agosto de 2013.
A 1 de Agosto de 2013 foi apresentado, após remodelação profunda, que incluiu uma pintura inspirada na original da Empresa Insulana.
A 22 de Agosto de 2013 o navio voltou a navegar, como propriedade da Portuscale Cruises, mas ficou retido no porto de Gotemburgo, Suécia devido a deficiências técnicas detectadas aquando de uma inspecção pelas autoridades, antes do que seria a sua viagem re-inaugural. Efectuou o último cruzeiro ao serviço da PORTUSCALE CRUISES de 28 de Dezembro de 2014 a 2 de Janeiro de 2015 e encontra-se desde essa data imobilizado em Lisboa, tendo o programa de cruzeiros previsto para 2015 sido cancelado a 12 de Fevereiro de 2015.
Foi vendido em 5 de dezembro de 2018 por £ 3,9 milhões, um décimo do valor gasto na renovação da embarcação, para ser hotel de festa flutuante entre Liverpool e ilhas Baleares.
Até julho de 2019, o comprador apenas conseguiu liquidar uma parte (€2,8 milhões). A Signature Living, empresa britânica que comprou em leilão o histórico paquete Funchal, não conseguiu cumprir os prazos de pagamento da última prestação acordada. A falha de pagamento pode fazer com que o navio português seja novamente leiloado ou vendido por ajuste direto.
Em fevereiro de 2021, o Funchal foi vendido pela massa falida da Signature Living tendo entretanto colapsado após o eclodir da pandemia da covid-19.

## Características
- Arqueação Bruta: 9563 TAB
- Comprimento: 154,60 metros
- Boca: 19,05 metros
- Calado: 6,50 metros
- Pontal: 9,15 metros
- Capacidade dos porões de carga: 3.483 m3
- Propulsão: 2 motores a diesel Stork-Werkpoor
- Potência: 10.000 BHP
- Velocidade original (1961): 20 nós
- Velocidade atual: 16 nós
- Corrente Eléctrica: 220 V - 50 Hz
- Estabilizadores: Denny Brown
- Passageiros: 651
- Conveses: "Navigators", "Promenade", "Açores", "Madeira", "Algarve", "Estoril"
- Camarotes: 241
- Total de camas: 470 + 88
- Elevadores: 3
- Proprietários:
  - 1961-1974 - Empresa Insulana de Navegação ("Funchal")
  - 1974-1985 - Companhia Portuguesa de Transportes Marítimos ("Funchal")
  - 1985-2013 - The Great Warwick Co. Inc. ("Funchal")
  - 2013- ... - Pearl Cruises - Transporte Marítimo, Lda. ("Funchal")